# Hluboké Mašůvky
Hluboké Mašůvky là một làng thuộc huyện Znojmo, vùng Jihomoravský, Cộng hòa Séc.